# Gaura Devi
Gaura Devi (1925 - 1991) fue una activista india del movimiento ecológico Chipko en el Himalaya.

## Biografía
Devi nació en 1925 en una aldea llamada Lata en el estado de Uttarakhand. Posteriormente, se trasladó a una aldea cercana llamada Reni junto al río Alaknanda. A los 22 años ya era viuda y tenía un hijo. Su nueva aldea estaba cerca de la frontera con el Tíbet. Fue elegida para dirigir la Mahila Mangal Dal (Asociación para el Bienestar de la Mujer) durante los comienzos del movimiento Chipko. La organización se ocupaba de la protección de los bosques comunitarios.

## El movimiento Chipko
Gaura Devi se hizo famosa en 1974 cuando el 25 de marzo una niña le avisó que los madereros locales estaban cortando árboles. Los hombres de la aldea de Reni habían sido engañados con la noticia de que el gobierno iba a pagar una compensación por las tierras utilizadas por el ejército. Gaura Devi y otras 27 mujeres organizaron una resistencia no violenta frente a los madereros. Desafió a los hombres a que le dispararan antes de poder talar ningún árbol y describió el bosque como su maika (la casa de la madre). Lograron detener la tala abrazándose a los árboles a pesar de los abusos de los leñadores armados. Mantuvieron una guardia en el bosque esa noche y, durante los siguientes tres o cuatro días, otras aldeas y aldeanos se unieron a la acción. Los leñadores tuvieron que abandonar, dejando los árboles en pie.
Después de este incidente, el gobierno de Uttar Pradesh estableció un comité de expertos para investigar el tema de la tala de árboles y la compañía maderera retiró a sus hombres de Reni. El comité declaró que el bosque de Reni era un área ecológicamente sensible y prohibió la tala de árboles en dicha zona. A partir de entonces, el gobierno de Uttar Pradesh impuso una prohibición de 10 años a toda tala de árboles en un área de más de 1150 km².
Gaura Devi murió en julio de 1991, a la edad de 66 años.